# Red Rocks (Canada)
Red Rocks is een verlaten plaats in de Canadese provincie Newfoundland en Labrador. Ze bevindt zich aan de zuidwestkust van het eiland Newfoundland.

## Geografie
Red Rocks ligt in de extreem winderige streek Wreckhouse op zo'n 5 km ten noorden van Cape Ray, het zuidwestelijkste punt van Newfoundland. Het ligt voorts een kleine 3 km ten noordwesten van het dorp genaamd Cape Ray, de enige bewoonde plaats in de wijde omgeving. Aan de rand van Red Rocks ligt de 300 m hoge berg Sugar Loaf.
Het kleine plaatsje telt slechts een handvol relatief verspreid gelegen gebouwen. Deze liggen aan Red Rocks Road, een grindweg die van de Trans-Canada Highway naar zee leidt. Het is daarnaast ook bereikbaar via de Newfoundland T'Railway, een langeafstandpad.
De plaats dankt haar naam aan de roodkleurige graniet die in het gebied voorkomt.

## Geschiedenis
Red Rocks was een klein gehucht van landbouwers en vissers. In 1871 had de plaats drie huishoudens die goed waren voor 30 inwoners. In 1898 woonden er nog twee gezinnen.
Van 1898 tot de ontmanteling ervan in 1988 lag Red Rocks aan de Newfoundland Railway, de trans-Newfoundlandse spoorweg die Port aux Basques met St. John's verbond. Vanaf circa 1920 had het gehucht een eigen station.
In 1921 had de plaats vier huishoudens die goed waren voor 23 inwoners. In 1935 waren er 10 inwoners die allen tot hetzelfde gezin behoorden. In 1945 woonden er opnieuw drie huishoudens die goed waren voor in totaal 12 inwoners.
Halverwege de jaren 60 werd het station, net zoals vrijwel alle andere stations langs de Newfoundlandse spoorweg, definitief gesloten. Na de sluiting van het station verlieten de laatste permanente inwoners het plaatsje.
In de 21e eeuw doen de weinige gebouwen in Red Rocks dienst als vakantiewoning of tweede verblijf.